# Se piangi, se ridi
Chansons de Bobby Solo au Festival de Sanremo
Una lacrima sul viso
(jumelée à Frankie Laine) 
(1964) Questa volta
(jumelée aux les Yardbirds) 
(1966)
Chansons ayant remporté le Festival de Sanremo et chansons représentant l'Italie au Concours Eurovision de la chanson
Non ho l'età
(1964) Dio, come ti amo
(1966)
Se piangi, se ridi (traduction littérale en français : « si tu pleures, si tu ris » ) est une chanson écrite par Gianni Marchetti, Roberto Satti et Mogol.

## Histoire
La chanson a d'abord été présentée au cours de la 15e édition du Festival de Musique de Sanremo, en janvier 1965, lorsque le chanteur italien Bobby Solo et la folk band The New Christy Minstrels ont présenté deux versions différentes de la chanson, remportant ensemble la compétition.
La chanson a également été choisie pour représenter l'Italie  au  Concours Eurovision de la Chanson de 1965, interprétée en italien par Bobby Solo.
La chanson a été présentée en treizième position après le  Portugal  ( Simone de Oliveira avec Sol de inverno)  et précédant le Danemark ( Birgit Brüel avec Pour din skyld). À la fermeture des votes,  la chanson est créditée de 15 points, se classant 5e sur 18 participants.
La chanson est une ballade d'amour,  dans laquelle l'interprète dit à son amoureuse que la force de leur relation fait qu'il partage exactement les mêmes sentiments qu'elle. Comme il l'exprime dans les paroles, « Si tu pleures, mon amour, je pleure avec toi ...si tu ris, mon amour, je ris avec toi, parce que je fais partie de toi ...rappelles toi toujours que quoi que tu fasses, tu le verras de nouveau sur mon visage ».
Domenico Modugno avec Dio, come ti amo lui succède en tant que représentant italien au 1966 Concours.
Il y a une chanson de la bande Deerhoof du même nom. Mina en a fait une reprise en 1965.

## Composition
Face A
- Titre1 : Se piangi, se ridi
- Auteur texte et musique : Mogol - Gianni Marchetti - Roberto Satti
- Durée : 2 min 40 s

Face B
- Titre2 : Sarò un illuso
- Auteur texte et musique : Gianni Sanjust - Paolo Lepore - Roberto Satti
- Durée : 2 min

## Classement
| Tableau (1965)                   | Meilleure position |
| -------------------------------- | ------------------ |
| Belgique (Ultratop 50 Flanders). | 2                  |
| France (SNEP)                    | 39                 |
| Italie (Musica e dischi)         | 1                  |